# Alba (componimento)
L'alba ("il sorgere del sole") è un sottogenere della poesia lirica occitana che descrive la nostalgia degli amanti clandestini i quali, dopo aver passato insieme l'intera notte, devono ora separarsi per paura di essere scoperti dai loro rispettivi coniugi.
Una figura usuale nell'alba è la guaita ("sentinella" o "guardia"), una donna amica che avverte gli amanti di quando è giunta l'ora di separarsi. Gli amanti, spesso, accusano la guaita di assopirsi, della sua disattenzione, o di separarli troppo presto. Gli amanti non temono soltanto il marito della signora, ma anche i lauzengiers, i rivali gelosi.
L'esempio seguente, composto da un anonimo trovatore, descrive la nostalgia di un cavaliere per la sua signora, allorché la coppia si separa, dopo una notte di amore clandestino. Sebbene generalmente rappresentativa dello stile, questo stanza utilizza un modello strofico atipico.
| Quan lo rosinhols escria ab sa part la nueg el dia, yeu suy ab ma bell'amia jos la flor, tro la gaita de la tor escria: "Drutz, al levar! Qu'ieu vey l'alba e.l jorn clar. | Quando l'usignolo canta, e alla notte segue il giorno, io sono con la mia bella coperto di fiori, finché dalla torre la sentinella grida: "amanti, alzatevi! Ch'io vedo l'alba e il giorno chiaro. |

Sotto l'influenza dei trovatori occitani, i Minnesingers sviluppano un genere similare, il Tagelied. In Germania, e nella Francia settentrionale i trovieri sviluppano l'aubade, un tipo poetico equivalente. L'alba viene poi ad essere importata nel movimento del trovadorismo galiziano-portoghese, di cui sopravvive solo un esempio di Nuno Fernandes Torneol.

## Lista dialbasoccitane
| Compositore                         | Incipit                                    | Tipo      | Note          |
| ----------------------------------- | ------------------------------------------ | --------- | ------------- |
| Bernart de Venzac                   | Lo Paire el Filh el sant Espirital         | religioso |               |
| Raimbaut de Vaqueiras               | Gaita be gaiteta del castel                | profano   |               |
| Guiraut de Bornelh                  | Reis glorios, verais lums e clartatz       | profano   |               |
| Folquet de Marselha                 | Vers Dieus el vostre nom e de Sainta Maria | religioso |               |
| Cadenet                             | S'anc fui belha ni prezada                 | profano   |               |
| Raimon de las Salas                 | Deus aidatz                                | profano   |               |
| Bertran d'Alamanon o Gaucelm Faidit | Us cavalier si jazia                       | profano   |               |
| Guilhem d'Autpol                    | Esperansa de totz ferms esperans           | religioso |               |
| Guiraut Riquier                     | Ab plazer                                  | profano   |               |
| Guiraut Riquier                     | Qui vuelha ses plazer                      | religioso |               |
| Uc de la Bacalaria                  | Per grazir la bon'estrena                  | profano   |               |
| Peire Espanhol                      | Ar levatz sus, franca cortesa gen          | religioso |               |
| Berenguer d'Anoia                   | Gaita, be gardatz                          | religioso |               |
| Anonimo                             | En un vergier, sotz folha d'albespi        | profano   |               |
| Anonimo                             | Ab la gensor que sia                       | profano   |               |
| Anonimo                             | Quan lo rossinhol escria                   | profano   | cobla esparsa |
| Anonimo                             | Dreitz que vol dreitamen amar              | profano   | cobla esparsa |